# Adrian Porumboiu
Adrian Porumboiu (Buzău, 27 settembre 1950) è un imprenditore ex arbitro di calcio rumeno.

## Biografia
Ha iniziato l'attività arbitrale in Romania nel 1976, divenendo arbitro internazionale nel 1986. Lasciato l'arbitraggio nel 1997, dal 1998 ha ricoperto vari incarichi in enti federali calcistici nazionali. Padre di Corneliu Porumboiu, il regista rumeno che ha vinto la Camera d'Oro al Festival di Cannes nel 2006 con il film A Est di Bucarest, dal 1999 diviene imprenditore principalmente in campo alimentare e agricolo, fatto che gli ha permesso di finanziare la nascita e l'evoluzione dell'FC Vaslui.